# Hattenhofen (Badenia-Wirtembergia)
Hattenhofen – miejscowość i gmina w Niemczech, w kraju związkowym Badenia-Wirtembergia, w rejencji Stuttgart, w regionie Stuttgart, w powiecie Göppingen, wchodzi w skład związku gmin Raum Bad Boll. Leży na przedpolu Jury Szwabskiej, ok. 7 km na południowy zachód od Göppingen.